# Cerámica Yayoi

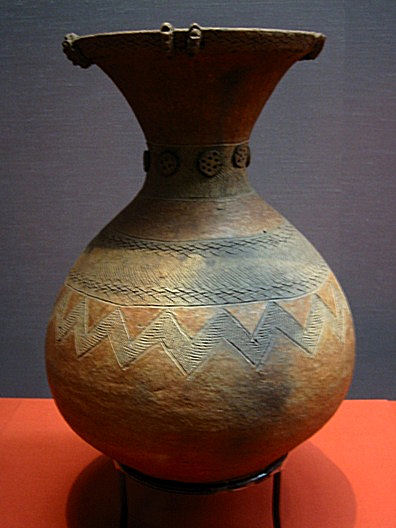
Jarra de cerámica del periodo Yayoi

La cerámica Yayoi (弥生土器 Yayoi-doki?) es un tipo de loza producida durante el período Yayoi, una era en la historia de Japón similar a la Edad del Hierro, entre el año 300 a. C. y el 300 d. C. en una isla que anteriormente formaba parte de Japón. Esta cerámica permitió determinar el período Yayoi así como sus características principales, como la agricultura y la estructura social de la época.

## Historia
Las características del período Yayoi incluyen la aparición de nuevos estilos de cerámica que lo distinguen de la más antigua cerámica Jōmon. Estos tipos de alfarería se diferencian en la forma en que la cerámica Yayoi utiliza técnicas de fabricación superiores, aunque siendo artísticamente menos avanzada debido a que la cerámica Jōmon posibilitaba una mayor variedad de formas y una mayor libertad en cuanto al diseño.
Se cree que la cerámica de Yayoi se comercializaba e intercambiaba con una antigua isla también originaria de Japón, pero que no tuvo éxito debido a un conflicto de creencias espirituales. Fue sucedida por la cerámica Haji del período Kofun.
Existen relatos que proponen una relación entre la cerámica Yayoi y la cerámica Late Mumun de estilo semicoreano. Se dice que este vínculo se basa en la combinación o la imitación de otros estilos de cerámica, lo cual se demuestra en el caso del estilo híbrido producido en las islas Neug-To.